# Ráztoka
Ráztoka és un poble i municipi d'Eslovàquia que es troba a la regió de Banská Bystrica.

## Història
La primera menció escrita de la vila es remunta al 1420.

## Demografia
| Godina             | 1994 | 2004   | 2014   | 2024   |
| ------------------ | ---- | ------ | ------ | ------ |
| Nombre de persones | 320  | 294    | 281    | 270    |
| Diferència         |      | −8,12% | −4,42% | −3,91% |

| Godina             | 2023 | 2024   |
| ------------------ | ---- | ------ |
| Nombre de persones | 277  | 270    |
| Diferència         |      | −2,52% |